# Matteo Pessina
Matteo Pessina (Monza, 21 april 1997) is een Italiaans voetballer die bij voorkeur als middenvelder speelt. Hij tekende in 2017 voor Atalanta Bergamo. In 2020 debuteerde hij voor Italië.

## Clubcarrière
Pessina werd geboren in Monza en speelde in de jeugd bij La Dominante en AC Monza. In 2015 trok hij naar AC Milan, dat hem wedstrijdervaring liet opdoen bij US Lecce, Catania en Como. Op 7 juli 2017 verkocht Milan Pessina voor 1,65 miljoen euro aan reeksgenoot Atalanta Bergamo. Eén maand later werd bekend dat hij een seizoen wordt verhuurd aan Spezia. Tijdens het seizoen 2019/20 speelde de middenvelder op huurbasis voor Hellas Verona.

## Interlandcarrière
Op 11 november 2020 debuteerde hij voor Italië in een oefeninterland tegen Estland.

## Erelijst
| Competitie | Winnaar | Winnaar | Runner-up | Runner-up | Derde  | Derde  |
| Competitie | Aantal  | Jaren   | Aantal    | Jaren     | Aantal | Jaren  |
| Italië     | Italië  | Italië  | Italië    | Italië    | Italië | Italië |
| ---------- | ------- | ------- | --------- | --------- | ------ | ------ |
| EK voetbal | 1x      | 2020    |           |           |        |        |